# Thielle-Wavre

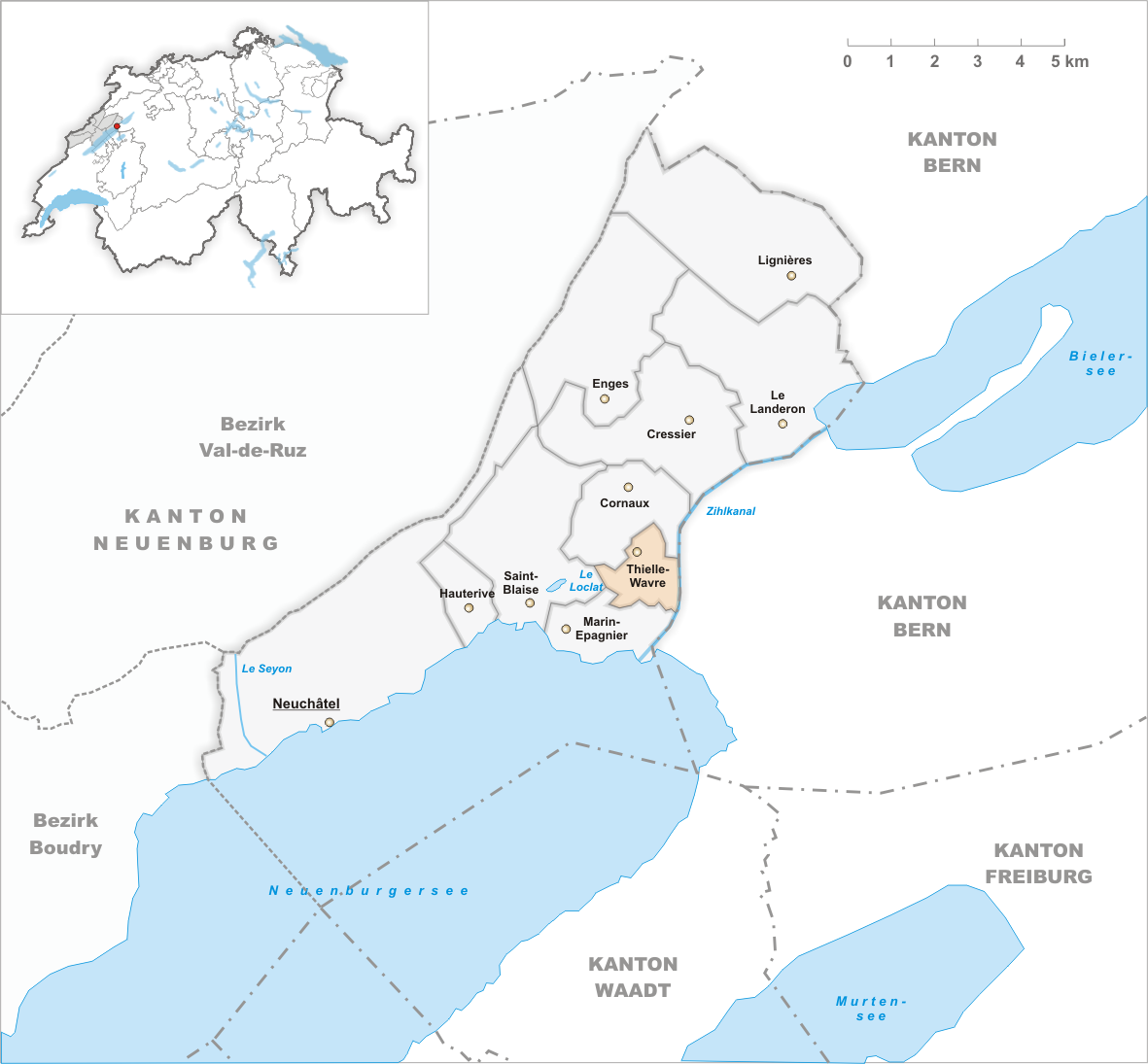
Gemeindestand vor der Fusion am 1. Januar 2009

Thielle-Wavre war bis zum 31. Dezember 2008 eine politische Gemeinde im Bezirk Neuenburg des Kantons Neuenburg in der Schweiz und heutiger Ortsteil von Laténa. Per 1. Januar 2009 fusionierte Thielle-Wavre mit der Gemeinde Marin-Epagnier zur ehemaligen Gemeinde La Tène. Die deutschen Namen, Häusern für Thielle und Wabern für Wavre, werden heute nicht mehr verwendet.

## Geographie
Thielle-Wavre liegt sieben Kilometer nordöstlich der Kantonshauptstadt Neuenburg (Luftlinie). Die Doppelgemeinde erstreckt sich am Jurasüdfuss, in der Region Entre-deux-Lacs zwischen dem Neuenburger- und dem Bielersee. Thielle liegt 438 m ü. M. am linken Ufer des Zihlkanals (französisch Canal de la Thielle), während sich Wavre auf 467 m ü. M. auf der Höhe des Plateau de Wavre befindet.
Die Fläche des 2,1 km² grossen ehemaligen Gemeindegebiets umfasst einen Abschnitt der landwirtschaftlich intensiv genutzten Zihlebene in der Region Entre-deux-Lacs. Das Gebiet erstreckte sich vom Zihlkanal westwärts über die Ebene bis auf das Plateau de Wavre, auf dem mit 475 m ü. M. der höchste Punkt der Gemeinde erreicht wurde. Von der früheren Gemeindefläche entfielen 1997 16 % auf Siedlungen, 1 % auf Wald und Gehölze, 79 % auf Landwirtschaft und etwas weniger als 4 % war unproduktives Land.
Thielle-Wavre bestand aus den beiden Gemeindeteilen Thielle und Wavre sowie dem Weiler Montmirail mit einem Institut für Sprachen und Berufsbildung. Nachbargemeinden von Thielle-Wavre waren Marin-Epagnier, Saint-Blaise und Cornaux im Kanton Neuenburg sowie Gals und Gampelen im Kanton Bern.

## Bevölkerung
Mit 680 Einwohnern (Ende 2007) gehörte Thielle-Wavre zu den kleineren Gemeinden des Kantons Neuenburg. Von den Bewohnern sind 77,2 % französischsprachig, 16,2 % deutschsprachig und 3,6 % italienischsprachig (Stand 2000).

## Wirtschaft
Thielle-Wavre war lange Zeit ein hauptsächlich durch die Landwirtschaft geprägtes Dorf. Die fruchtbaren Böden im Bereich der Zihlebene und auf dem Plateau de Wavre sind geeignet für Acker- und Obstbau, teilweise gibt es auch Gemüsekulturen. In den letzten Jahrzehnten hat sich das Dorf zur Wohngemeinde entwickelt. Viele Erwerbstätige sind Wegpendler und arbeiten in der Region Neuenburg.

## Verkehr

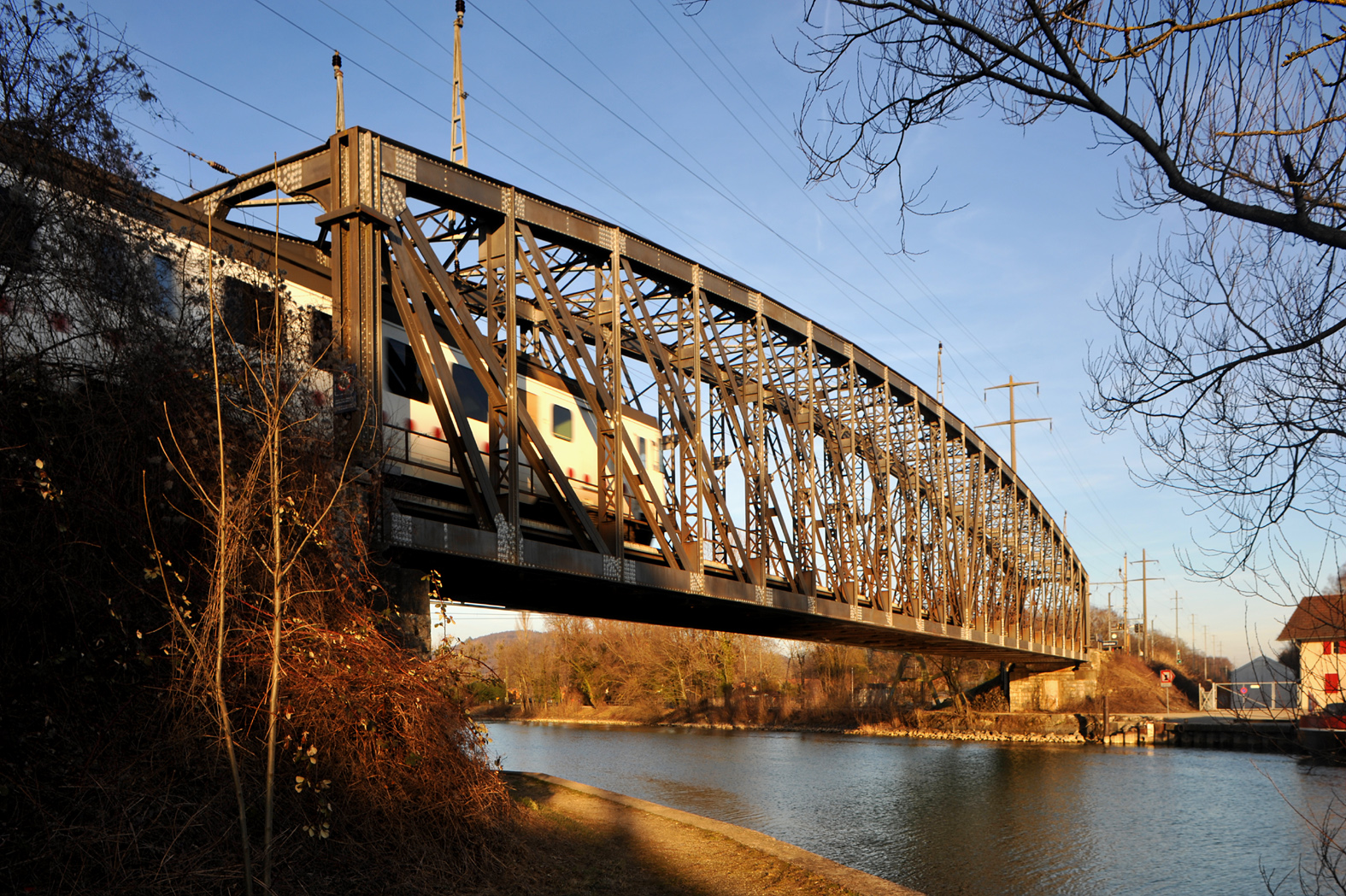
Brücke der BLS mit Fussgänger- und Velosteg

Thielle-Wavre ist verkehrsmässig gut erschlossen. Es liegt an der Autobahn A5, die Neuenburg mit Biel/Bienne verbindet, und besitzt eine eigene Anschlussstelle. Bei Thielle zweigt die Hauptstrasse 10 nach Bern von der A5 ab. Thielle-Wavre wird durch das Stadtbusnetz von Neuenburg an den öffentlichen Verkehr angebunden.
Ausserdem gibt es direkt am Zihlkanal auf der bernischen Seite die Haltestelle Zihlbrücke der BLS. Diese liegt aber auf dem Gemeindegebiet von Gampelen, obwohl der gleichnamige Weiler ein Teil der Gemeinde Gals ist. Von Thielle-Wavre aus ist sie über die Eisenbahnbrücke per Velo oder zu Fuss zu erreichen. Hier halten aber nur Regionalzüge (tagsüber S5, abends S20 der TPF). Bis zur Inbetriebnahme der Strecke LGV Rhin-Rhône führte hier die erste TGV-Verbindung zwischen zwei Hauptstädten (Paris und Bern) durch.

## Geschichte
Die Gegend um Thielle war bereits im Neolithikum und während der Bronzezeit besiedelt. Seit der keltischen Zeit im 1. Jahrhundert v. Chr. befand sich bei Thielle ein wichtiger Übergang über die Zihl, eine römische Brücke wurde mehrfach erneuert.
Die erste schriftliche Erwähnung des Ortes Thielle erfolgte 1153 unter den Namen de Tela und Thela, während Wavre 1179 erstmals als Wavra erwähnt wurde. Beide Orte gehörten seit dem 14. Jahrhundert zur Grafschaft Neuenburg. Sie waren Teil der Burgvogtei Thielle, die vom 14. Jahrhundert bis 1848 für die gerichtlichen Angelegenheiten der Region zuständig war. Seit 1648 war Neuenburg Fürstentum und ab 1707 durch Personalunion mit dem Königreich Preussen verbunden. 1806 wurde das Gebiet an Napoleon I. abgetreten und kam 1815 im Zuge des Wiener Kongresses an die Schweizerische Eidgenossenschaft, wobei die Könige von Preussen bis zum Neuenburgerhandel 1857 auch Fürsten von Neuenburg blieben. 1888 wurden die beiden vorher selbständigen Gemeinden Thielle und Wavre zu einer administrativen Einheit zusammengeschlossen. Im Rahmen der ersten Juragewässerkorrektion 1894 wurde die Zihl begradigt. Dabei wurde ein Landabtausch zwischen den Kantonen Neuenburg und Bern durchgeführt, wodurch das Schloss und das ehemalige Zollhaus auf das Kantonsgebiet von Bern (Gemeinde Gals) zu liegen kamen. Anfang August 1939 fanden in Thielle die 1. Naturistischen „Olympischen Spiele“ statt.